# Philipp II. von Alençon

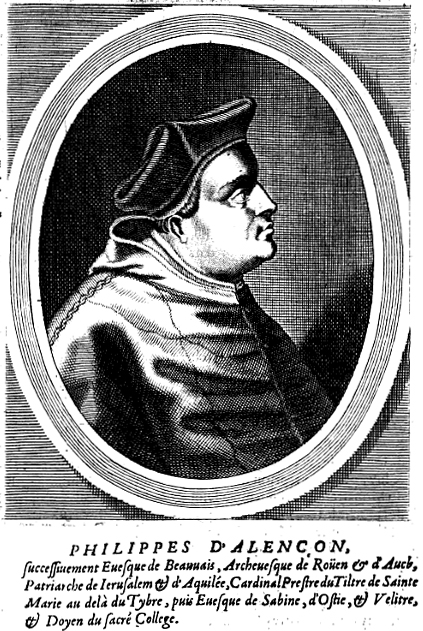
Kardinal Philipp von Alençon (Illustration von 1660)

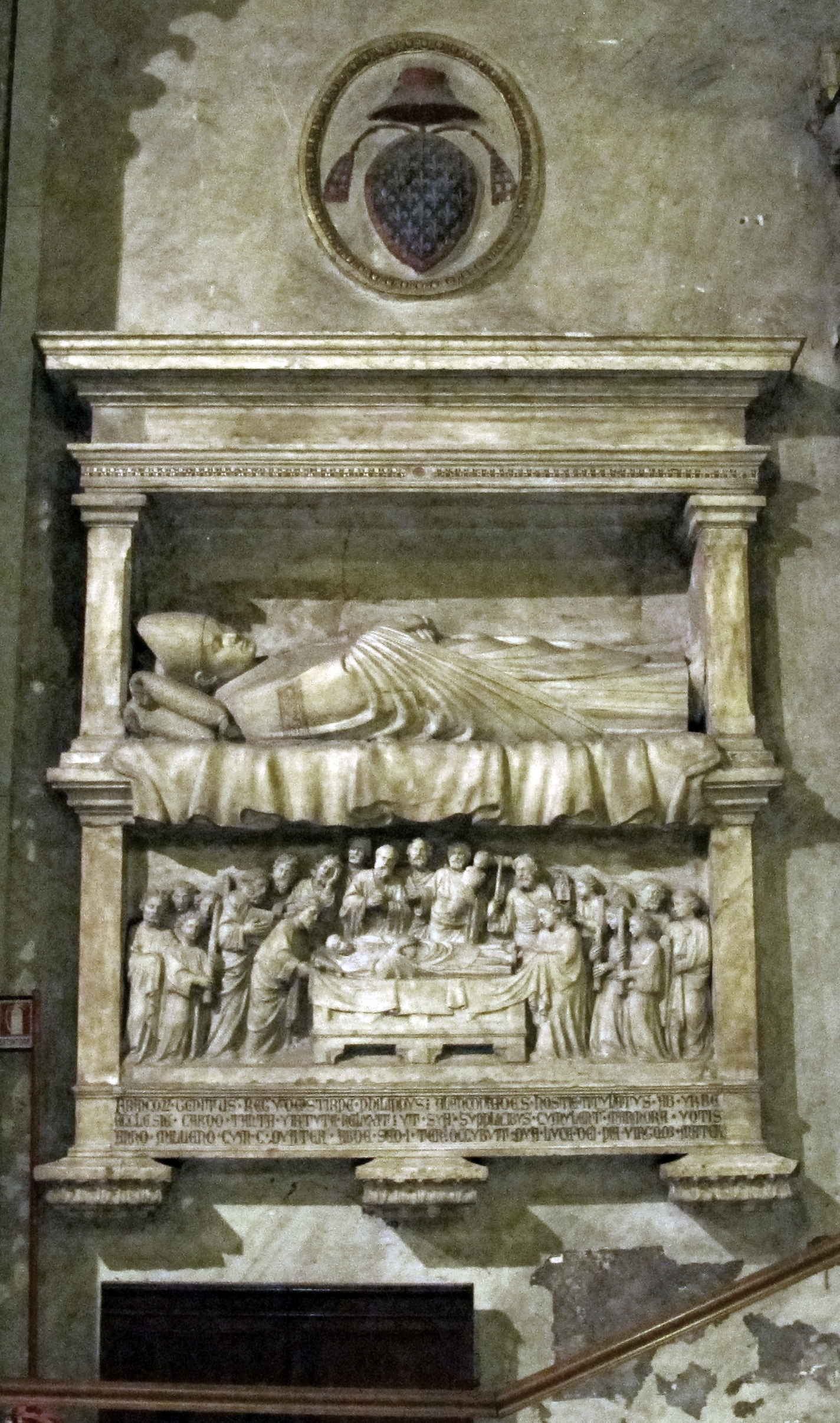
Grabmal mit dem Wappen des Kardinals in der Kirche Santa Maria in Trastevere

Philipp II. von Alençon (französisch Philippe d’Alençon; * 1338 oder 1339; † 16. August 1397 in Rom) war ein französischer Kardinal der Römischen Kirche.

## Leben
Philipp II. von Alençon wurde 1338 oder 1339 als zweiter Sohn von Karl II. von Alençon, dem Bruder von König Philipp VI. von Frankreich, und María de la Cerda, der Tochter von Ferdinand II. de la Cerda, geboren. 1356 wurde er zum Bischof von Beauvais ernannt, 1359 zum Erzbischof von Rouen und 1375 zum Patriarchen von Jerusalem. Am 18. September 1378 kreierte ihn Papst Urban VI. zum Kardinal.
Seine Ernennung zum Patriarchen von Aquileia 1381 führte zu Unruhen im Friaul, so dass er 1388 von Papst Bonifatius IX. seines Amtes enthoben und zum Bischof von Ostia ernannt wurde.
Philipp starb am 16. August 1397 in Rom. Er wurde in seiner Titelkirche Santa Maria in Trastevere beigesetzt.